# Joan Toscano
Joan Carles Toscano Beltrán (ur. 14 sierpnia 1984) – piłkarz andorski grający na pozycji napastnika. Od 2019 roku jest zawodnikiem klubu UE Sant Julià.

## Kariera klubowa
Swoją karierę piłkarską Toscano rozpoczął w klubie CE Principat, w którym zadebiutował w 2005 roku. Następnie w 2006 roku przeszedł do FC Santa Coloma. W sezonie 2006/2007 zdobył z nim Puchar Andory, a w sezonie 2007/2008 wywalczył z nim mistrzostwo Andory.
Latem 2008 roku Toscano przeszedł do CD Binéfar grającego w Tercera División. W 2009 roku przeszedł do FC Andorra, w którym gra w ligach regionalnych Hiszpanii.

## Kariera reprezentacyjna
W reprezentacji Andory Toscano zadebiutował 16 sierpnia 2006 roku w przegranym 0:3 towarzyskim z Białorusią, rozegranym w Mińsku. W swojej karierze grał w: eliminacjach do Euro 2008 i do MŚ 2010.